# Mount Speke
Mount Speke (także Duwoni) – góra w masywie górskim Ruwenzori w Ugandzie. Jej najwyższy wierzchołek, Mount Vittorio Emanuele o wysokości 4890 m n.p.m. jest po górze Stanleya drugim pod względem wysokości wzniesieniem Ruwenzori i piątym w Afryce.

## Szczyty
Poszczególne szczyty Mount Speke:.
| Szczyt                  | Wysokość w m n.p.m. | Osoby, od których pochodzi nazwa                  |
| ----------------------- | ------------------- | ------------------------------------------------- |
| Mount Vittorio Emanuele | 4890                | Wiktor Emanuel III, król Włoch.                   |
| Mount Ensonga           | 4865                |                                                   |
| Mount Johnston          | 4834                | Henry Hamilton Johnston, angielski badacz Afryki. |
| Mount Trident           | 4572                |                                                   |

## Powstanie nazwy
Lud Bakonjo określa górę nazwą Duwoni. Używana dzisiaj nazwa została nadana przez Ludwika Amadeusza Sabaudzkiego na cześć badacza Afryki Johna Hanninga Spekego.

## Pierwsze wejście

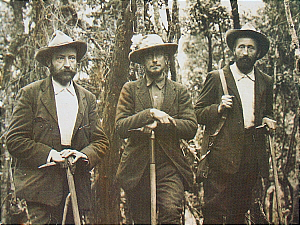
Ludwik Amadeusz Sabaudzki z Césarem Ollierem i Josephem Petigaxem

Mount Speke została po raz pierwszy zdobyta w 23 czerwca 1906 r. przez Ludwika Amadeusza Sabaudzkiego w towarzystwie przewodników górskich – Josepha Petigaxa i Césara Olliera, w ramach ekspedycji badającej Ruwenzori.

## Drogi wejścia
Na Górę Bakera wchodzi się zazwyczaj w ramach jednodniowej wyprawy ze schroniska Bujuku przez przełęcz Stuhlmanna i grań południowo–zachodnią. Na szlaku są obecnie resztki lodowca Spekego, które w trakcie wejścia można obejść.